# Lalling
Lalling település Németországban, azon belül Bajorországban. Lakosainak száma 1652 fő (2023. december 31.). Lalling Schaufling, Auerbach, Grattersdorf, Hunding, Bischofsmais, Kirchberg im Wald és Schöfweg községekkel határos.

## Népesség
A település népessége az elmúlt években az alábbi módon változott:
| Lakosok száma | 1270 | 1448 | 1235 | 1393 | 1542 | 1541 | 1566 | 1564 | 1588 | 1652 |
|               | 1875 | 1950 | 1975 | 1987 | 2012 | 2014 | 2016 | 2017 | 2021 | 2023 |